# Isjaslaw II.
Isjaslaw II. Mstislawitsch (altostslawisch Изѧславъ, ukrainisch ukrainisch Ізяслав II Мстиславич, russisch Изяслав II Мстиславич; * um 1097; † 1154) war
Fürst von Kursk (1125–1129), Polozk (1129–1132), Turow (1132–1134), Wolhynien (1135–1142), Perejaslawl (1142–1146) und Großfürst von Kiew (um 1146–1149, 1150, 1151–1154).
Isjaslaw Mstislawitsch war der älteste Sohn des Nowgoroder Fürsten Mstislaw I., der 1125 Großfürst von Kiew wurde.
1129 setzte ihn der Vater nach der Eroberung von Polozk dort als Fürst ein. Es folgten drei weitere Fürstentümer.
Zur Zeit des Niedergangs der Kiewer Rus gelang es ihm 1146 die Großfürstenwürde zu erlangen. Die Stadtbevölkerung hatte ihn als Nachfolger für den von ihr vertriebenen Wsewolod II. berufen. Allerdings gelang es ihm in dieser unsicheren Zeit nicht, lange an der Macht zu bleiben. Vier weitere wolhynische Fürsten folgten ihm nach, konnten die Herrschaft über Kiew aber ebenfalls jeweils nur kurz behaupten.
Seine Tochter Eudoxia von Kiew war seit ca. 1154 zweite Ehefrau von Mieszko III. von Polen.